# Ryan Manning
Ryan Phelim Manning (* 14. Juni 1996 in Galway) ist ein irischer Fußballspieler, der seit Juli 2023 beim FC Southampton unter Vertrag steht. Er ist seit November 2020 irischer Nationalspieler.
Der in seiner Anfangszeit in Irland noch auf der Position des Stürmers agierende Manning wurde im Verlauf seiner Karriere bei den Queens Park Rangers als linker Flügelspieler und zentraler Mittelfeldspieler eingesetzt. Sein Durchbruch gelang ihm jedoch in der Saison 2019/20 als linker Außenverteidiger.

## Vereinskarriere

### Anfänge in Irland
Der im westirischen Galway geborene Ryan Manning begann mit dem Fußballspielen beim Cregmore Claregalway FC und stieß über den Maree Oranmore FC zum Zweitligisten Mervue United, wo er zur Saison 2013 in die erste Mannschaft befördert wurde. Auf der Position des linken Flügelspielers debütierte er am 9. März 2013 (1. Spieltag) mit 16 Jahren beim 0:0-Unentschieden gegen Athlone Town in der zweithöchsten irischen Spielklasse. Im nächsten Ligaspiel erzielte er beim 2:1-Heimsieg gegen den SD Galway als Stürmer sein erstes Tor für Mervue United. In diesem Spieljahr 2013 erzielte er in 26 Ligaspielen neun Tore.
Zur nächsten Saison 2014 schloss sich der 17-jährige Manning dem Ligakonkurrenten Galway FC an. Er wurde meist als Stürmer eingesetzt und konnte trotz einer geringen Ausbeute von drei Toren in 21 Ligaspielen überzeugen. Mit dem dritten Tabellenrang qualifizierten sich die Tribesmen für die Aufstiegsplayoffs, wo man im Halbfinale den Shelbourne FC mit einem Gesamtergebnis von 3:1 besiegen konnte. Im Hinspiel des Endspiels gegen UC Dublin traf er in der Nachspielzeit zum 2:1-Auswärtssieg. Auch beim 3:0-Heimsieg Rückspiel konnte Manning wieder treffen und stieg mit Galway in die höchste irische Spielklasse auf. In seiner Zeit in Irland wurde der junge Manning immer wieder mit diversen englischen Vereinen in Verbindung gebracht.

### Wechsel zu den Queens Park Rangers

#### Erste Zeit in der Hauptstadt
Am 8. Januar 2015 wurde der Wechsel Ryan Mannings zum englischen Erstligisten Queens Park Rangers bekanntgegeben, wo er einen zweieinhalb Jahre andauernden Vertrag unterzeichnete. In der verbleibenden Saison 2015/16 kam er nicht zu seinem Pflichtspieldebüt und sein neuer Verein musste als Tabellenletzter den Abstieg in die zweitklassige Football League Championship hinnehmen. Auch in der darauffolgenden Spielzeit 2015/16 wartete er vergeblich auf seinen ersten Einsatz.
In der Hinrunde der Saison 2016/17 wurde er ebenfalls nicht berücksichtigt. Der im November 2016 eingestellte Cheftrainer Ian Holloway ermöglichte Manning schließlich am 31. Dezember 2016 (25. Spieltag) beim 2:1-Auswärtssieg gegen die Wolverhampton Wanderers sein Profidebüt. Holloway lobte die Leistung des als zentralen Mittelfeldspieler eingesetzten Mannings nach der Partie. Auch in den nächsten zwei Ligaspielen stand er auf dem Spielfeld und konnte insofern beeindrucken, dass er anschließend mit einem neuen Dreieinhalbjahresvertrag belohnt wurde. Im nächsten Ligaspiel am 21. Januar 2017 (27. Spieltag) erzielte er beim 1:1-Unentschieden im West London derby gegen den FC Fulham sein erstes Tor. In dieser Spielzeit kam er auf 18 Ligaeinsätze, in denen er ein Mal traf und zwei weitere Treffer vorbereiten konnte.
Den Aufwärtstrend des letzten halben Jahres konnte Ryan Manning nicht in die Saison 2017/18 mitnehmen. In der Hinrunde wurde er nur sporadisch eingesetzt. Am 3. Februar 2018 (30. Spieltag) flog er beim 1:0-Heimsieg gegen den FC Barnsley vier Minuten nach seiner Einwechslung mit „glatt rot“ vom Platz, nachdem er den Gegenspieler Matt Mills gefoult hatte. Er wurde drei Spiele gesperrt, kehrte nach seiner Rückkehr aber allmählich in die Startformation zurück. In den letzten drei Ligaspielen besetzte er zum ersten Mal in seiner Karriere die Position des linken Außenverteidigers. Die Saison beendete er mit 19 Ligaeinsätzen, in denen er zwei Tore erzielen und ein weiteres vorlegen konnte.

#### Leihe zu Rotherham United
Am 16. August 2018 wechselte Ryan Manning auf Leihbasis für die gesamte Saison 2018/19 zu Rotherham United. Sein Debüt bestritt er bereits zwei Tage später (3. Spieltag) bei der 0:2-Auswärtsniederlage gegen Leeds United, als er in der 66. Spielminute für Matt Palmer eingewechselt wurde. Sein erstes Tor gelang ihm am 15. September (7. Spieltag) beim 1:0-Heimsieg gegen Derby County per Elfmeter. Am 3. November 2018 (16. Spieltag) drehte er mit zwei späten Strafstoßtoren einen 0:1-Rückstand im Heimspiel gegen Swansea City in einen 2:1-Sieg. Nach 18 Ligaspielen als zentraler Mittelfeldspieler, in denen er vier Tore erzielte, wurde er am 31. Dezember 2019 von den Queens Park Rangers zurückbeordert.

#### Rückkehr zu den Queens Park Rangers
Bei den Westlondonern wurde er jedoch nur sporadisch eingesetzt und drang erst gegen Ende der Spielzeit wieder auf der Position des linken Außenverteidigers in die Startformation vor. Für die Superhoops absolvierte er in dieser Saison neun Ligaspiele. Der neue Cheftrainer Mark Warburton plante Manning in der nächsten Spielzeit 2019/20 vollends auf dieser Position ein, wobei er die Erfahrung Mannings im Flügelspiel ausnutzte und ihn als offensiven Verteidiger einsetzte. Er etablierte sich als Stammkraft und verpasste in der Hinrunde keine einzige Spielminute. In der Rückrunde versäumte er fünf Partien, beendete die Spielzeit dennoch stark mit vier Toren und sieben Vorlagen in 41 Ligaeinsätzen.

### Wechsel zu Swansea City und zum FC Southampton
Am 16. Oktober 2020 wechselte Manning zum Ligakonkurrenten Swansea City, wo er einen Dreijahresvertrag unterzeichnete. Am 27. Oktober 2020 (8. Spieltag) gab er beim 2:0-Heimsieg gegen Stoke City sein Debüt für die Waliser. Ihm gelang es in der Hinrunde der Saison 2020/21 nicht in die Startformation durchzubrechen.
Im Juli 2023 wechselte er zum FC Southampton.

## Nationalmannschaft
Im September 2014 kam Ryan Manning erstmals für die irische U19-Nationalmannschaft zum Einsatz und bestritt anschließend bis März 2015 10 Länderspiele als Stürmer, in denen er fünf Tore erzielte.
Von März 2017 bis September 2018 war er in neun Spielen für die U21 im Einsatz, in denen er drei Mal treffen konnte.
Am 11. November 2020 wurde er für die Länderspiele der A-Nationalmannschaft nachnominiert und am 18. November 2020 im letzten Gruppenspiel der UEFA Nations League 2020/21 gegen Bulgarien erstmals eingesetzt. Er stand dabei in der Startelf, wurde aber in der 87. Minute ausgewechselt.

## Erfolge
Galway FC
- Aufstieg in die League of Ireland: 2014